# Ardisia sessilis
Ardisia sessilis är en viveväxtart som beskrevs av Rudolph Herman Scheffer. Ardisia sessilis ingår i släktet Ardisia och familjen viveväxter. Inga underarter finns listade i Catalogue of Life.